# Гулюково
Гулю́ково (рос. Гулюково, башк. Гөлөк) — присілок у складі Дюртюлинського району Башкортостану, Росія. Входить до складу Старобаїшевської сільської ради.
Населення — 181 особа (2010; 202 у 2002).
Національний склад:
- башкири — 72 %
- татари — 27 %